# Thuidium cardotii
Thuidium cardotii là một loài Rêu trong họ Thuidiaceae. Loài này được Paris miêu tả khoa học đầu tiên năm 1905.